# بارتولوميو مونتانا
بارتولوميو (أو بارتولوميو ) مونتانا (1450 - 11 أكتوبر 1523) هو رسام إيطالي من عصر النهضة عمل بشكل رئيسي في فيتشنزا . و لديه أعمالا في البندقية وفيرونا وبادوا . يشتهر بالعديد من لوحات السيدة العذراء، وتشتهر أعماله بأشكالها الناعمة وتصويرها للهندسة المعمارية الرخامية الغريبة. يعتبر متأثرًا بشدة بجيوفاني بيليني ، الذي كان ربما يعمل في ورشته سنة 1470. كان بينيديتو مونتانا ، علم ابنه وتلميذه وظل نشطًا حتى حوالي عام 1540. تم ذكره في حياة فاساري كطالب لأندريا مانتيجنا ولكن هذا محل نزاع على نطاق واسع من قبل مؤرخي الفن. 

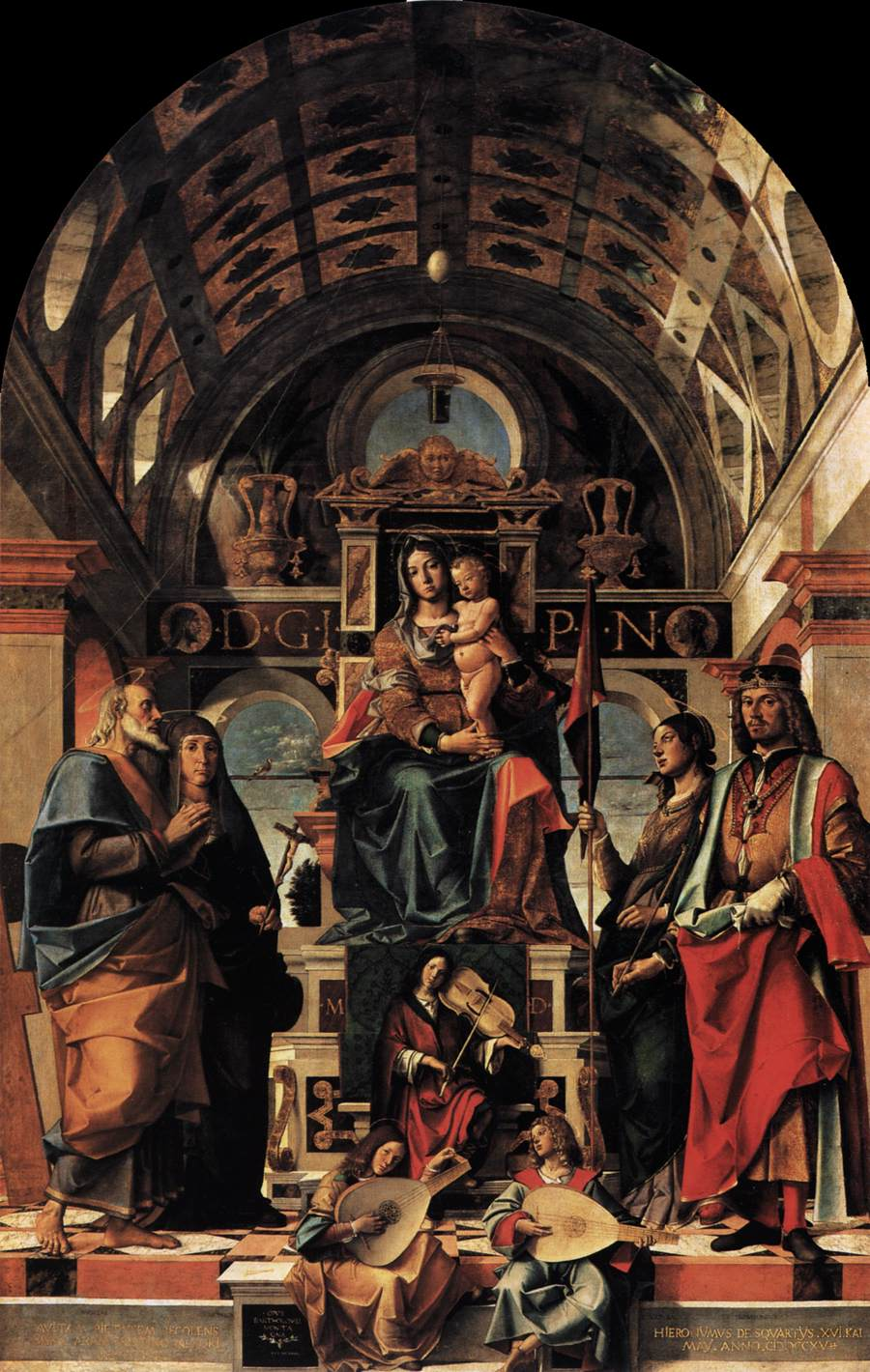
مادونا والطفل متوجان مع القديسين من سان ميشيل (حوالي 1497-1499)

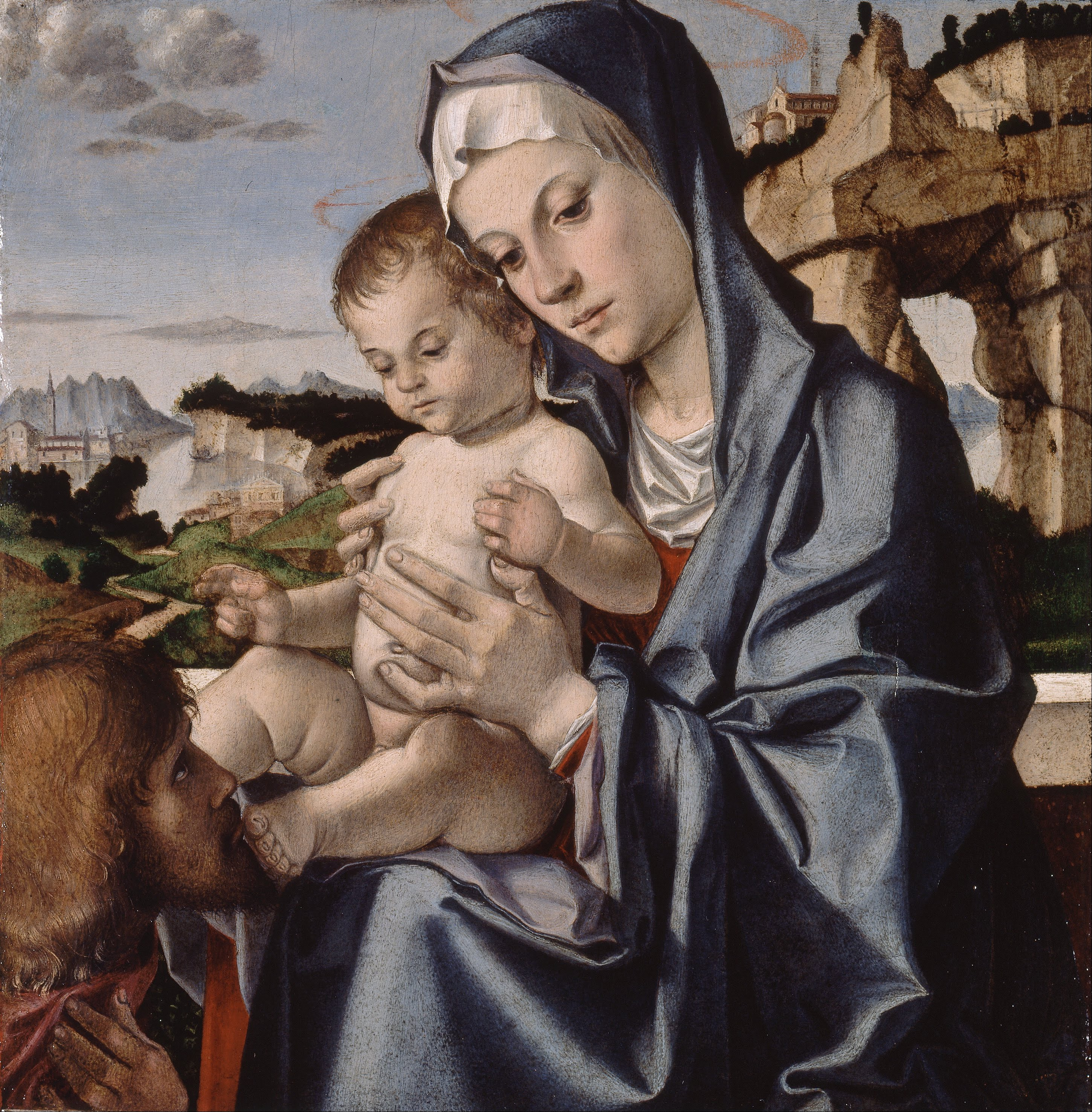
العذراء والطفل مع قديس (حوالي ١٤٨٣) - يُظهر وضع مونتانا المميز ليد العذراء

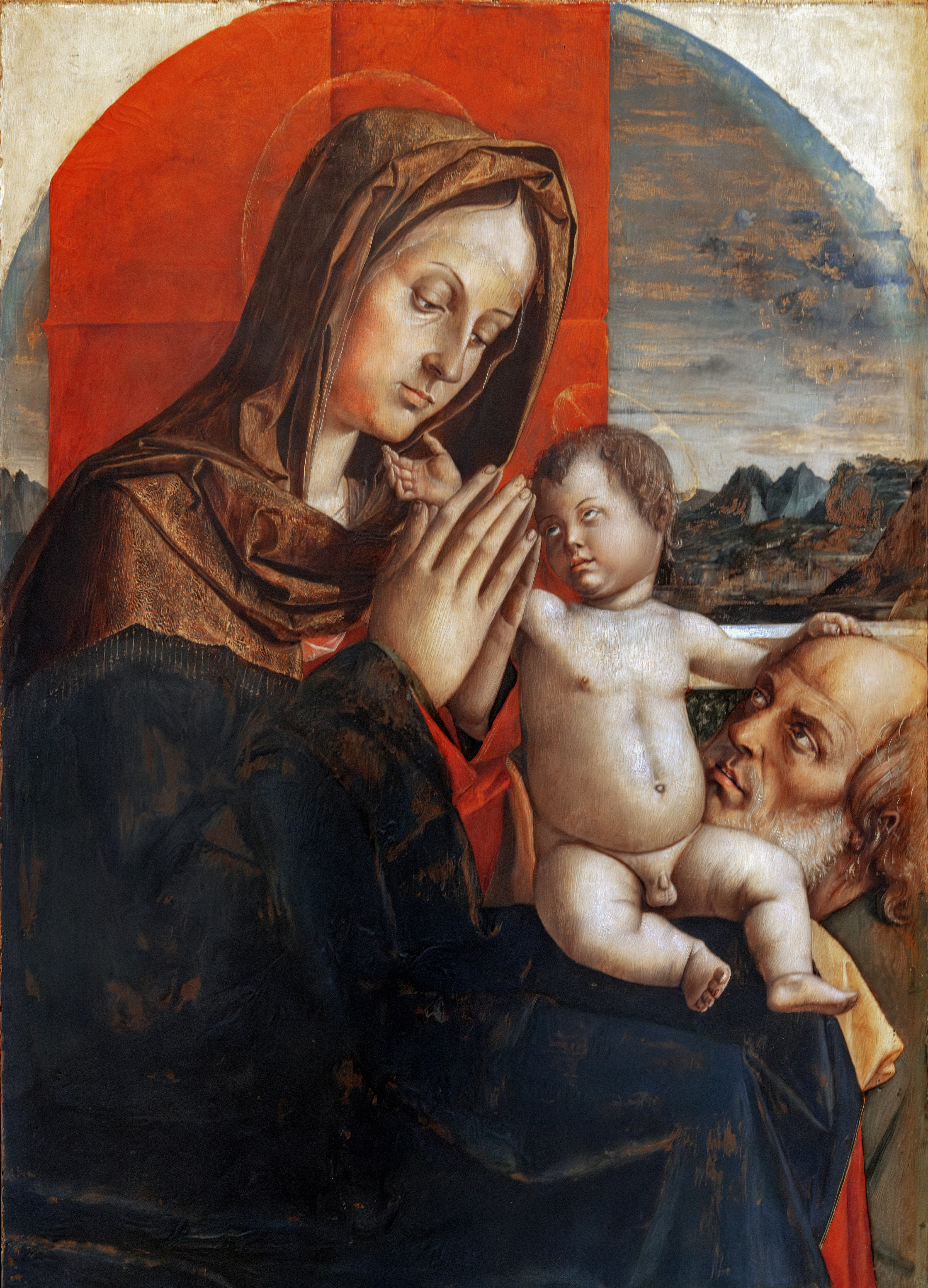
مثال على عمل متأخر لمونتانا، مادونا والطفل مع القديس يوسف (حوالي 1520، تمبرا/قماش)

## قائمة الأعمال
المجموعات التي تحتوي على أعمال بارتولوميو مونتانا
- مادونا والطفل (حوالي 1490-1510) - متحف ريجكس ، أمستردام [2]
- مادونا والطفل (حوالي 1485-1523) - متحف والترز للفنون ، بالتيمور [2]
- العذراء متوجة مع الطفل يسوع والقديس جيروم ويوحنا المعمدان (حوالي ١٤٩٠) - متحف ديلا سيرتوسا دي بافيا [3]
- مادونا والطفل. مادونا والطفل - متحف سيفيتشي، بيلونو [4]
- العذراء ويسوع وعدد من القديسين ؛ العذراء والطفل ; القديس جيروم ; سانت سيباستيان وسانت روش - أكاديميا كارارا ، بيرغامو [4]
- العذراء المتربعة على العرش مع الطفل يسوع والقديسين (1515)؛ المسيح القائم ومريم المجدلية - متاحف ولاية برلين ، برلين [2]

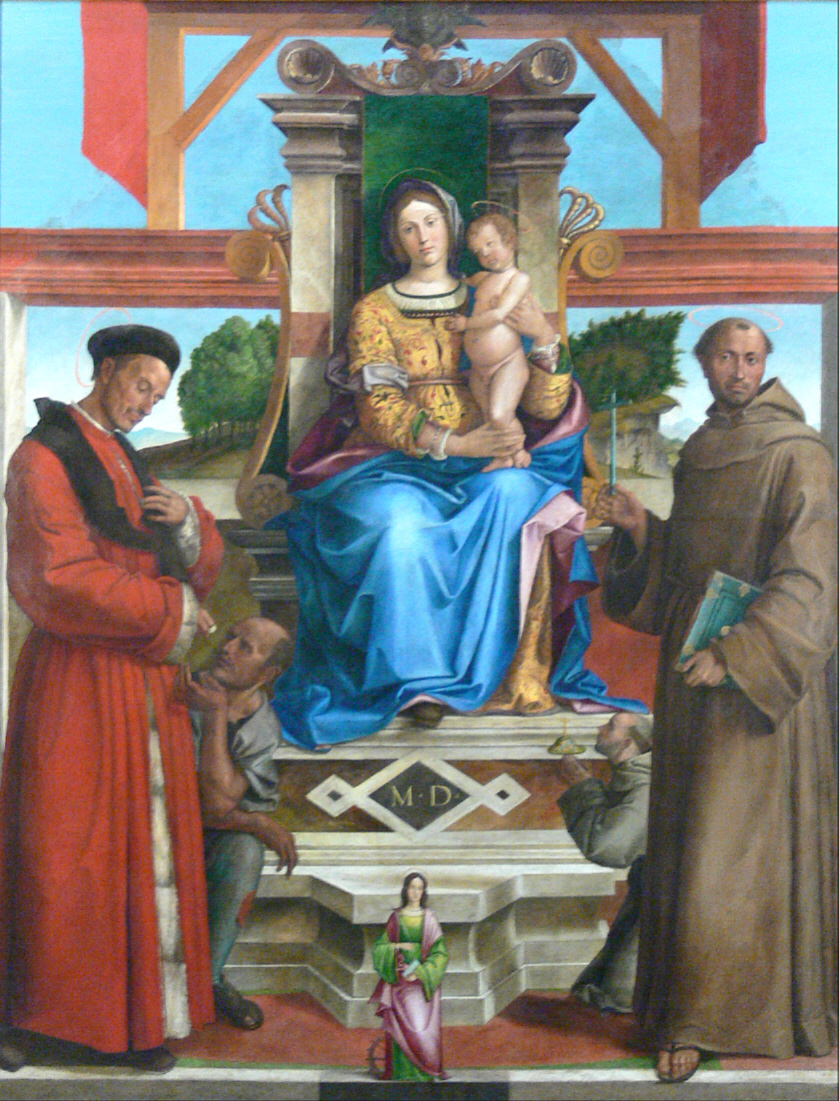
بارتولوميو مونتانا: العذراء المتربعة على العرش، مع الطفل يسوع وقديسين (1515)، ج. 1515 (متحف بود ، برلين)

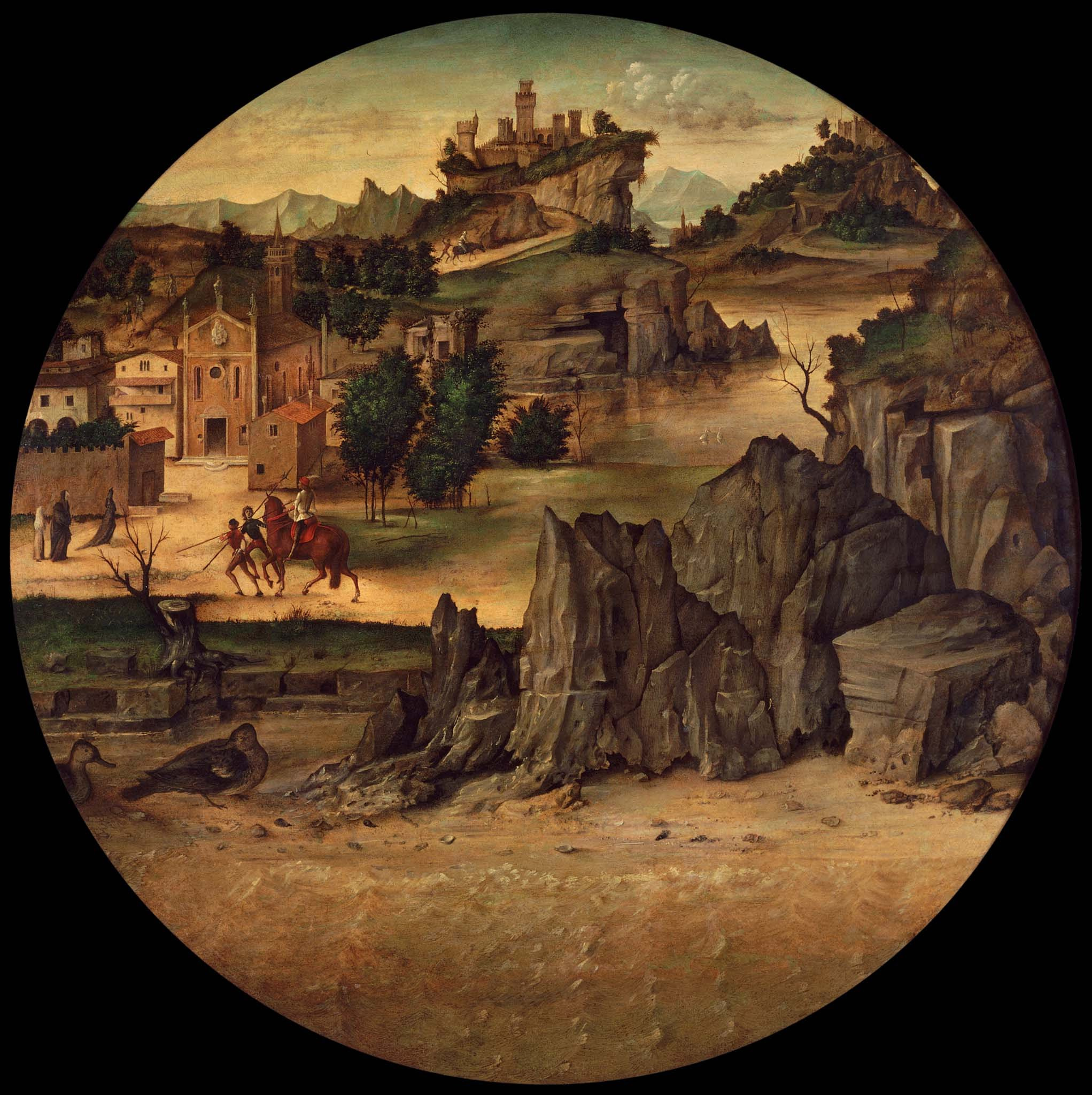
منظر طبيعي مع قلعة (حوالي 1495-1505، زيت/خشب)